# Miconia trichogona
Miconia trichogona är en tvåhjärtbladig växtart som beskrevs av James Francis Macbride. Miconia trichogona ingår i släktet Miconia och familjen Melastomataceae. Inga underarter finns listade i Catalogue of Life.